# Elezioni comunali in Toscana del 2023
Le elezioni comunali in Toscana del 2023 si sono tenute il 14 e  15 maggio (con eventuale turno di ballottaggio il 28 e 29 maggio), in contemporanea con le elezioni amministrative nelle altre regioni italiane. Complessivamente, si sono tenute voti in 22 comuni toscani, di cui 6 con popolazione superiore ai 15.000 abitanti.

## Riepilogo sindaci eletti
Coalizione di centro-sinistra
     Coalizione di centro-destra
     Coalizione di sinistra
     Movimento 5 Stelle
     Liste civiche
     Commissario prefettizio
| Provincia     | Comune         | Popolazione legale (censimento 2011) | Sindaco uscente | Sindaco uscente            | Sindaco eletto | Sindaco eletto             | Primo turno | Primo turno | Secondo turno | Secondo turno | Seggi   |
| Provincia     | Comune         | Popolazione legale (censimento 2011) | Sindaco uscente | Sindaco uscente            | Sindaco eletto | Sindaco eletto             | Voti        | %           | Voti          | %             | Seggi   |
| ------------- | -------------- | ------------------------------------ | --------------- | -------------------------- | -------------- | -------------------------- | ----------- | ----------- | ------------- | ------------- | ------- |
| Firenze       | Campi Bisenzio | 47.541                               |                 | Grazia Li Fauci            |                | Andrea Tagliaferri (SI)    | 3.502       | 21,30       | 6.577         | 57,32         | 15 / 24 |
| Lucca         | Pietrasanta    | 23.066                               |                 | Alberto Giovannetti (Ind.) |                | Alberto Giovannetti (Ind.) | 5.259       | 45,43       | 5.809         | 55,94         | 10 / 16 |
| Massa-Carrara | Massa          | 66.498                               |                 | Maria Rosa Trio            |                | Francesco Persiani (Lega)  | 11.872      | 35,42       | 15.719        | 54,36         | 20 / 32 |
| Pisa          | Pisa           | 89.002                               |                 | Michele Conti (Lega)       |                | Michele Conti (Lega)       | 20.091      | 49,96       | 21.142        | 52,33         | 20 / 32 |
| Pistoia       | Pescia         | 19.223                               |                 | Oreste Giurlani (Ind.)     |                | Riccardo Franchi (PD)      | 2.906       | 35,22       | 3.649         | 52,43         | 10 / 16 |
| Siena         | Siena          | 53.062                               |                 | Luigi De Mossi (Ind.)      |                | Nicoletta Fabio (Ind.)     | 8.249       | 30,51       | 12.545        | 52,16         | 20 / 32 |

## Provincia di Arezzo

### Capolona
| Candidati | Candidati                    | Voti  | %     | Liste                       | Seggi |
| --------- | ---------------------------- | ----- | ----- | --------------------------- | ----- |
|           | Marco Francesconi ✔️ Sindaco | 1.171 | 47,93 | Futuro per Capolona         | 8     |
|           | Sario Dini                   | 1.157 | 47,36 | Capolona Dentro Noi         | 4     |
|           | Andrea Paolini               | 115   | 4,71  | Democrazia Sovrana Popolare | -     |
| Totale    | Totale                       | 2.443 | 100   |                             | 12    |

### Caprese Michelangelo
| Candidati | Candidati                   | Voti | %     | Liste                                 | Seggi |
| --------- | --------------------------- | ---- | ----- | ------------------------------------- | ----- |
|           | Marida Brogialdi ✔️ Sindaco | 558  | 85,19 | Insieme per Caprese                   | 7     |
|           | Ginevra Dinelli             | 97   | 14,81 | Io Scelgo Caprese - Valtiberina Unita | 3     |
| Totale    | Totale                      | 655  | 100   |                                       | 10    |

### Laterina Pergine Valdarno
| Candidati | Candidati                 | Voti  | %     | Liste                              | Seggi |
| --------- | ------------------------- | ----- | ----- | ---------------------------------- | ----- |
|           | Jacopo Tassini ✔️ Sindaco | 1.666 | 57,89 | Rinascita                          | 8     |
|           | Michele Gragnoli          | 1.212 | 42,11 | #Insieme Laterina Pergine Valdarno | 4     |
| Totale    | Totale                    | 2.878 | 100   |                                    | 12    |

## Città Metropolitana di Firenze

### Campi Bisenzio
| Candidati                                                            | Candidati                                 | Voti                        | %     | Liste                                                    | Voti   | %     | Seggi |
| -------------------------------------------------------------------- | ----------------------------------------- | --------------------------- | ----- | -------------------------------------------------------- | ------ | ----- | ----- |
|                                                                      | Leonardo Fabbri Accede al ballottaggio    | 4.982                       | 30,30 | Partito Democratico                                      | 3.031  | 20,41 | 2     |
| Leonardo Fabbri Sindaco                                              | Leonardo Fabbri Accede al ballottaggio    | 4.982                       | 30,30 | 1.328                                                    | 8,94   | 1     |       |
| muoviAMO Campi                                                       | Leonardo Fabbri Accede al ballottaggio    | 4.982                       | 30,30 | 369                                                      | 2,48   | -     |       |
| Seggio al candidato sindaco                                          | Seggio al candidato sindaco               | Seggio al candidato sindaco | 30,30 | 1                                                        |        |       |       |
|                                                                      | Andrea Tagliaferri Accede al ballottaggio | 3.502                       | 21,30 | Sì Parco No Aeroporto Inceneritore                       | 797    | 5,37  | 4     |
| SI - Campi a Sinistra                                                | Andrea Tagliaferri Accede al ballottaggio | 3.502                       | 21,30 | 787                                                      | 5,30   | 4     |       |
| Movimento 5 Stelle 2050                                              | Andrea Tagliaferri Accede al ballottaggio | 3.502                       | 21,30 | 711                                                      | 4,79   | 4     |       |
| FareCittà                                                            | Andrea Tagliaferri Accede al ballottaggio | 3.502                       | 21,30 | 635                                                      | 4,28   | 3     |       |
|                                                                      | Paolo Gandola                             | 3.180                       | 19,34 | Impegno Vero per Campi - Gandola Sindaco                 | 1.255  | 8,45  | 1     |
| Forza Italia - Unione di Centro - Civica - Partito Liberale Italiano | Paolo Gandola                             | 3.180                       | 19,34 | 836                                                      | 5,63   | -     |       |
| Lega Salvini Premier                                                 | Paolo Gandola                             | 3.180                       | 19,34 | 527                                                      | 3,55   | -     |       |
| Cambiare Si Può Campi                                                | Paolo Gandola                             | 3.180                       | 19,34 | 197                                                      | 1,33   | -     |       |
| Centro-destra Campigiano                                             | Paolo Gandola                             | 3.180                       | 19,34 | 97                                                       | 0,65   | -     |       |
| Seggio al candidato sindaco                                          | Seggio al candidato sindaco               | Seggio al candidato sindaco | 19,34 | 1                                                        |        |       |       |
|                                                                      | Antonio Montelatici                       | 2.675                       | 16,27 | Fratelli d'Italia Giorgia Meloni per Montelatici Sindaco | 1.994  | 13,43 | 1     |
| Campi Domani                                                         | Antonio Montelatici                       | 2.675                       | 16,27 | 466                                                      | 3,14   | -     |       |
| Verde è Popolare - Centrodestra per Montelatici                      | Antonio Montelatici                       | 2.675                       | 16,27 | 69                                                       | 0,46   | -     |       |
| Seggio al candidato sindaco                                          | Seggio al candidato sindaco               | Seggio al candidato sindaco | 16,27 | 1                                                        |        |       |       |
|                                                                      | Riccardo Nucciotti                        | 2.103                       | 12,79 | Nucciotti Sindaco                                        | 1.257  | 8,46  | -     |
| Insieme per Riccardo Nucciotti                                       | Riccardo Nucciotti                        | 2.103                       | 12,79 | 494                                                      | 3,33   | -     |       |
| Seggio al candidato sindaco                                          | Seggio al candidato sindaco               | Seggio al candidato sindaco | 12,79 | 1                                                        |        |       |       |
| Totale                                                               | Totale                                    | 16.442                      | 100   |                                                          | 14.850 | 100   | 24    |

Ballottaggio
| Candidati | Candidati                     | Voti   | %     |
| --------- | ----------------------------- | ------ | ----- |
|           | Andrea Tagliaferri ✔️ Sindaco | 6.577  | 57,32 |
|           | Leonardo Fabbri               | 4.898  | 42,68 |
| Totale    | Totale                        | 11.475 | 100   |

### Impruneta
| Candidati | Candidati                     | Voti  | %     | Liste             | Seggi |
| --------- | ----------------------------- | ----- | ----- | ----------------- | ----- |
|           | Riccardo Lazzerini ✔️ Sindaco | 2.183 | 38,49 | Impruneta Rip@rti | 11    |
|           | Matteo Aramini                | 2.049 | 36,13 | Impruneta Futura  | 3     |
|           | Matteo Zoppini                | 1.439 | 25,37 | Voltiamo Pagina   | 2     |
| Totale    | Totale                        | 5.671 | 100   |                   | 16    |

### Marradi
| Candidati | Candidati                   | Voti  | %     | Liste                                                                                     | Seggi |
| --------- | --------------------------- | ----- | ----- | ----------------------------------------------------------------------------------------- | ----- |
|           | Tommaso Triberti ✔️ Sindaco | 1.240 | 70,14 | Insieme per Marradi                                                                       | 7     |
|           | Stefano Benedettini         | 362   | 20,48 | Fratelli d'Italia Giorgia Meloni - Forza Italia - Unione di Centro - Lega Salvini Premier | 2     |
|           | Rudi Frassineti             | 166   | 9,39  | Anima Marradi                                                                             | 1     |
| Totale    | Totale                      | 1.768 | 100   |                                                                                           | 10    |

## Provincia di Grosseto

### Castell'Azzara
| Candidati | Candidati               | Voti | %     | Liste               | Seggi |
| --------- | ----------------------- | ---- | ----- | ------------------- | ----- |
|           | Tullio Tenci ✔️ Sindaco | 368  | 52,05 | Uniti per il Comune | 7     |
|           | Marco Papalini          | 339  | 47,95 | Futura              | 3     |
| Totale    | Totale                  | 707  | 100   |                     | 10    |

### Gavorrano
| Candidati | Candidati                    | Voti  | %     | Liste                        | Seggi |
| --------- | ---------------------------- | ----- | ----- | ---------------------------- | ----- |
|           | Stefania Ulivieri ✔️ Sindaco | 1.934 | 54,28 | Gavorrano Progressisti Uniti | 8     |
|           | Andrea Maule                 | 1.629 | 45,72 | Noi, per Gavorrano!          | 4     |
| Totale    | Totale                       | 3,563 | 100   |                              | 12    |

### Magliano in Toscana
| Candidati | Candidati                  | Voti  | %     | Liste                  | Seggi |
| --------- | -------------------------- | ----- | ----- | ---------------------- | ----- |
|           | Gabriele Fusini ✔️ Sindaco | 724   | 35,54 | Magliano2028           | 8     |
|           | Diego Cinelli              | 595   | 29,21 | Magliano Comune Aperto | 2     |
|           | Giancarlo Tei              | 541   | 26,56 | La Civica              | 2     |
|           | Mirella Pastorelli         | 177   | 8,69  | Pronti per Cambiare    | -     |
| Totale    | Totale                     | 2.037 | 100   |                        | 12    |

### Monte Argentario
| Candidati | Candidati                 | Voti  | %     | Liste                | Seggi |
| --------- | ------------------------- | ----- | ----- | -------------------- | ----- |
|           | Arturo Cerulli ✔️ Sindaco | 2.476 | 36,60 | Civico 23            | 11    |
|           | Roberto Cerulli           | 2.157 | 31,88 | Per L'Argentario     | 3     |
|           | Priscilla Schiano         | 2.132 | 31,52 | Argentario Nel Cuore | 2     |
| Totale    | Totale                    | 6.765 | 100   |                      | 16    |

### Semproniano
| Candidati | Candidati                   | Voti | %      | Liste                   | Seggi |
| --------- | --------------------------- | ---- | ------ | ----------------------- | ----- |
|           | Luciano Petrucci ✔️ Sindaco | 411  | 100,00 | Semproniano Bene Comune | 10    |
| Totale    | Totale                      | 411  | 100    |                         | 10    |

## Provincia di Livorno

### Capraia Isola
| Candidati | Candidati                | Voti | %     | Liste                             | Seggi |
| --------- | ------------------------ | ---- | ----- | --------------------------------- | ----- |
|           | Lorenzo Renzi ✔️ Sindaco | 147  | 49,83 | Obiettivo Capraia                 | 7     |
|           | Maria Ida Bessi          | 146  | 49,49 | Progetto Capraia                  | 3     |
|           | Marco Tarelli            | 2    | 0,68  | Fiamma Tricolore                  | -     |
|           | Gianni Tizzanini         | -    | 0,00  | Per Capraia Isola - L'Alternativa | -     |
| Totale    | Totale                   | 295  | 100   |                                   | 10    |

### Rio
| Candidati | Candidati                | Voti  | %     | Liste     | Seggi |
| --------- | ------------------------ | ----- | ----- | --------- | ----- |
|           | Marco Corsini ✔️ Sindaco | 965   | 51,06 | RioUniti  | 8     |
|           | Umberto Canovaro         | 925   | 48,94 | Cambiamo! | 4     |
| Totale    | Totale                   | 1.890 | 100   |           | 12    |

## Provincia di Lucca

### Pietrasanta
| Candidati                                                  | Candidati                                          | Voti                        | %     | Liste                       | Voti   | %     | Seggi |
| ---------------------------------------------------------- | -------------------------------------------------- | --------------------------- | ----- | --------------------------- | ------ | ----- | ----- |
|                                                            | Alberto Stefano Giovannetti Accede al ballottaggio | 5.259                       | 45,43 | Ancora Pietrasanta          | 2.266  | 20,75 | 5     |
| Forza Italia - Lista Mallegni - Pietrasanta Prima di Tutto | Alberto Stefano Giovannetti Accede al ballottaggio | 5.259                       | 45,43 | 1.990                       | 18,22  | 4     |       |
| Lega                                                       | Alberto Stefano Giovannetti Accede al ballottaggio | 5.259                       | 45,43 | 769                         | 7,04   | 1     |       |
|                                                            | Lorenzo Borzonasca Accede al ballottaggio          | 4.051                       | 35,00 | Partito Democratico         | 1.937  | 17,74 | 2     |
| Insieme per Pietrasanta                                    | Lorenzo Borzonasca Accede al ballottaggio          | 4.051                       | 35,00 | 919                         | 8,41   | 1     |       |
| Sinistra Ecologista per Pietrasanta                        | Lorenzo Borzonasca Accede al ballottaggio          | 4.051                       | 35,00 | 655                         | 6,00   | -     |       |
| Movimento 5 Stelle 2050                                    | Lorenzo Borzonasca Accede al ballottaggio          | 4.051                       | 35,00 | 254                         | 2,33   | -     |       |
| Seggio al candidato sindaco                                | Seggio al candidato sindaco                        | Seggio al candidato sindaco | 35,00 | 1                           |        |       |       |
|                                                            | Massimiliano Simoni                                | 1.306                       | 11,28 | Fratelli d'Italia           | 1.041  | 9,53  | -     |
| Amo Pietrasanta                                            | Massimiliano Simoni                                | 1.306                       | 11,28 | 201                         | 1,84   | -     |       |
| Seggio al candidato sindaco                                | Seggio al candidato sindaco                        | Seggio al candidato sindaco | 11,28 | 1                           |        |       |       |
|                                                            | Luca Mori                                          | 959                         | 8,29  | Alternativa per Pietrasanta | 889    | 8,14  | -     |
| Seggio al candidato sindaco                                | Seggio al candidato sindaco                        | Seggio al candidato sindaco | 8,29  | 1                           |        |       |       |
| Totale                                                     | Totale                                             | 11.575                      | 100   |                             | 10.921 | 100   | 16    |

Ballottaggio
| Candidati | Candidati                              | Voti   | %     |
| --------- | -------------------------------------- | ------ | ----- |
|           | Alberto Stefano Giovannetti ✔️ Sindaco | 5.809  | 55,94 |
|           | Lorenzo Borzonasca                     | 4.575  | 44,06 |
| Totale    | Totale                                 | 10.384 | 100   |

## Provincia di Massa-Carrara

### Massa
|                                         | Francesco Persiani Accede al ballottaggio | 11 872               | 35,42 | Francesco Persiani Sindaco | 4 497  | 13,93 | 8  |  |  |
| Lega                                    | Francesco Persiani Accede al ballottaggio | 11 872               | 35,42 | 3 731                      | 11,56  | 7     |    |  |  |
| Civici Apuani                           | Francesco Persiani Accede al ballottaggio | 11 872               | 35,42 | 1 740                      | 5,39   | 3     |    |  |  |
| Forza Italia - PLI - Ascoltare per Fare | Francesco Persiani Accede al ballottaggio | 11 872               | 35,42 | 1 340                      | 4,15   | 2     |    |  |  |
|                                         | Enzo Ricci Accede al ballottaggio         | 10 037               | 29,95 | Partito Democratico        | 5 361  | 16,61 | 4  |  |  |
| Massa è un'altra cosa                   | Enzo Ricci Accede al ballottaggio         | 10 037               | 29,95 | 2 344                      | 7,26   | 2     |    |  |  |
| Evangelisti per Massa                   | Enzo Ricci Accede al ballottaggio         | 10 037               | 29,95 | 949                        | 2,94   |       |    |  |  |
| Alleanza Verdi e Sinistra               | Enzo Ricci Accede al ballottaggio         | 10 037               | 29,95 | 714                        | 2,21   |       |    |  |  |
| Per Massa dalla parte del cuore         | Enzo Ricci Accede al ballottaggio         | 10 037               | 29,95 | 404                        | 1,25   |       |    |  |  |
| Seggio di coalizione                    | Seggio di coalizione                      | Seggio di coalizione | 29,95 | 1                          |        |       |    |  |  |
|                                         | Marco Guidi                               | 6 699                | 19,99 | Fratelli d'Italia          | 3 544  | 10,98 | 2  |  |  |
| Marco Guidi Sindaco                     | Marco Guidi                               | 6 699                | 19,99 | 2 055                      | 6,37   | 1     |    |  |  |
| Massa Futura                            | Marco Guidi                               | 6 699                | 19,99 | 592                        | 1,83   |       |    |  |  |
| Nuovo PSI                               | Marco Guidi                               | 6 699                | 19,99 | 381                        | 1,18   |       |    |  |  |
| Noi Moderati Centrodestra               | Marco Guidi                               | 6 699                | 19,99 | 31                         | 0,10   |       |    |  |  |
| Seggio di coalizione                    | Seggio di coalizione                      | Seggio di coalizione | 19,99 | 1                          |        |       |    |  |  |
|                                         | Daniela Bennati                           | 1 825                | 5,45  | Unione Popolare            | 934    | 2,89  | –  |  |  |
| Movimento 5 Stelle                      | Daniela Bennati                           | 1 825                | 5,45  | 876                        | 2,71   | –     |    |  |  |
| Seggio di coalizione                    | Seggio di coalizione                      | Seggio di coalizione | 5,45  | 1                          |        |       |    |  |  |
|                                         | Cesare Ragaglini                          | 1 516                | 4,52  | Cesare Ragaglini Sindaco   | 1 329  | 4,12  |    |  |  |
|                                         | Andrea Barotti                            | 584                  | 1,74  | Andrea Barotti Sindaco     | 535    | 1,66  |    |  |  |
|                                         | Marco Lenzoni                             | 579                  | 1,73  | Massa Insorge              | 492    | 1,52  |    |  |  |
|                                         | Guido Mussi                               | 402                  | 1,20  | Repubblicani               | 424    | 1,31  |    |  |  |
| Totale                                  | Totale                                    | 33 514               | 100   |                            | 32 273 | 100   | 32 |  |  |
|                                         |                                           |                      |       |                            |        |       |    |  |  |
| Fonte: Voce Apuana                      |                                           |                      |       |                            |        |       |    |  |  |

Ballottaggio
| Candidati | Candidati                     | Voti   | %     |
| --------- | ----------------------------- | ------ | ----- |
|           | Francesco Persiani ✔️ Sindaco | 15.719 | 54,36 |
|           | Enzo Ricci                    | 13.195 | 45,64 |
| Totale    | Totale                        | 28.914 | 100   |

## Provincia di Pisa

### Montecatini Val di Cecina
| Candidati | Candidati                     | Voti | %     | Liste                                       | Seggi |
| --------- | ----------------------------- | ---- | ----- | ------------------------------------------- | ----- |
|           | Francesco Auriemma ✔️ Sindaco | 728  | 76,23 | Montecatini Vede il Futuro                  | 7     |
|           | Nadia Giannelli Bertini       | 209  | 21,88 | Centrosinistra per il comune di Montecatini | 3     |
|           | Emanuele Giovannini           | 18   | 1,88  | Impegno per Giovannini Sindaco              | -     |
| Totale    | Totale                        | 955  | 100   |                                             | 10    |

### Pisa
|                         | Michele Conti Accede al ballottaggio    | 20 091               | 49,96 | Fratelli d'Italia        | 6 415  | 17,04 | 7  |  |  |
| Lega - Conti Sindaco    | Michele Conti Accede al ballottaggio    | 20 091               | 49,96 | 3 889                    | 10,33  | 4     |    |  |  |
| Pesciatini per Pisa     | Michele Conti Accede al ballottaggio    | 20 091               | 49,96 | 1 677                    | 4,45   | 2     |    |  |  |
| Forza Italia-UdC-PLI    | Michele Conti Accede al ballottaggio    | 20 091               | 49,96 | 1 126                    | 2,99   | 1     |    |  |  |
| Pisa Punto Zero         | Michele Conti Accede al ballottaggio    | 20 091               | 49,96 | 285                      | 0,76   |       |    |  |  |
|                         | Paolo Martinelli Accede al ballottaggio | 16 534               | 41,12 | Partito Democratico      | 8 847  | 23,50 | 7  |  |  |
| La Città delle Persone  | Paolo Martinelli Accede al ballottaggio | 16 534               | 41,12 | 2 532                    | 6,73   | 2     |    |  |  |
| Sinistra Unita per Pisa | Paolo Martinelli Accede al ballottaggio | 16 534               | 41,12 | 1 902                    | 5,05   | 1     |    |  |  |
| Movimento 5 Stelle      | Paolo Martinelli Accede al ballottaggio | 16 534               | 41,12 | 1 146                    | 3,04   |       |    |  |  |
| Riformisti per Pisa     | Paolo Martinelli Accede al ballottaggio | 16 534               | 41,12 | 833                      | 2,21   |       |    |  |  |
| Seggio di coalizione    | Seggio di coalizione                    | Seggio di coalizione | 41,12 | 1                        |        |       |    |  |  |
|                         | Ciccio Auletta                          | 2 706                | 6,73  | Una Città in Comune      | 1 991  | 5,29  |    |  |  |
| Unione Popolare         | Ciccio Auletta                          | 2 706                | 6,73  | 706                      | 1,88   |       |    |  |  |
| Seggio di coalizione    | Seggio di coalizione                    | Seggio di coalizione | 6,73  | 1                        |        |       |    |  |  |
|                         | Rita Mariotti                           | 538                  | 1,34  | Rita Mariotti Sindaco    | 508    | 1,35  |    |  |  |
|                         | Alexandre Dei                           | 255                  | 0,63  | Patto Civico 2023        | 246    | 0,65  |    |  |  |
|                         | Edoardo Polacco                         | 87                   | 0,22  | Comitato Libertà Toscana | 77     | 0,20  |    |  |  |
| Totale                  | Totale                                  | 40 211               | 100   |                          | 37 650 | 100   | 32 |  |  |
|                         |                                         |                      |       |                          |        |       |    |  |  |
| Fonte: Tele Granducato  |                                         |                      |       |                          |        |       |    |  |  |

Ballottaggio
| Candidati | Candidati                | Voti   | %     |
| --------- | ------------------------ | ------ | ----- |
|           | Michele Conti ✔️ Sindaco | 21.142 | 52,33 |
|           | Paolo Martinelli         | 19.263 | 47,67 |
| Totale    | Totale                   | 40.405 | 100   |

### Santa Maria a Monte
| Candidati | Candidati                     | Voti  | %     | Liste                       | Seggi |
| --------- | ----------------------------- | ----- | ----- | --------------------------- | ----- |
|           | Manuela Del Grande ✔️ Sindaco | 2.775 | 47,68 | Santa Maria a Monte Sempre  | 11    |
|           | Patrizia Faraoni              | 1.661 | 28,54 | Fare Insieme                | 3     |
|           | Elisabetta Maccanti           | 1.384 | 23,78 | Viviamo Santa Maria a Monte | 2     |
| Totale    | Totale                        | 5.820 | 100   |                             | 16    |

## Provincia di Pistoia

### Pescia
| Candidati                                  | Candidati                                | Voti                        | %     | Liste                                                 | Voti  | %     | Seggi |
| ------------------------------------------ | ---------------------------------------- | --------------------------- | ----- | ----------------------------------------------------- | ----- | ----- | ----- |
|                                            | Riccardo Franchi Accede al ballottaggio  | 2.906                       | 35,22 | Partito Democratico                                   | 1.354 | 18,13 | 5     |
| Una Storia Nuova                           | Riccardo Franchi Accede al ballottaggio  | 2.906                       | 35,22 | 810                                                   | 10,84 | 3     |       |
| Pescia è di tutti                          | Riccardo Franchi Accede al ballottaggio  | 2.906                       | 35,22 | 454                                                   | 6,08  | 2     |       |
|                                            | Vittoriano Brizzi Accede al ballottaggio | 2.396                       | 29,04 | Avanti Tutta Pescia                                   | 1.136 | 15,21 | 2     |
| Insieme per Pescia                         | Vittoriano Brizzi Accede al ballottaggio | 2.396                       | 29,04 | 460                                                   | 6,16  | -     |       |
| Pescia Cambia                              | Vittoriano Brizzi Accede al ballottaggio | 2.396                       | 29,04 | 297                                                   | 3,98  | -     |       |
| ViVi Pescia                                | Vittoriano Brizzi Accede al ballottaggio | 2.396                       | 29,04 | 210                                                   | 2,81  | -     |       |
| Seggio al candidato sindaco                | Seggio al candidato sindaco              | Seggio al candidato sindaco | 29,04 | 1                                                     |       |       |       |
|                                            | Antonio Grassotti                        | 1.447                       | 17,54 | Fratelli d'Italia                                     | 648   | 8,68  | 1     |
| Fiducia in Grassotti Sindaco               | Antonio Grassotti                        | 1.447                       | 17,54 | 369                                                   | 4,94  | -     |       |
| Lega Salvini Premier                       | Antonio Grassotti                        | 1.447                       | 17,54 | 366                                                   | 4,90  | -     |       |
| Forza Italia-Unione di Centro-Noi moderati | Antonio Grassotti                        | 1.447                       | 17,54 | 42                                                    | 0,56  | -     |       |
| Seggio al candidato sindaco                | Seggio al candidato sindaco              | Seggio al candidato sindaco | 17,54 | 1                                                     |       |       |       |
|                                            | Giancarlo Mandara                        | 1.251                       | 15,16 | Voltiamo Pagina                                       | 707   | 9,47  | -     |
| Lista Conforti per Mandara                 | Giancarlo Mandara                        | 1.251                       | 15,16 | 255                                                   | 3,41  | -     |       |
| Un'Altra Pescia                            | Giancarlo Mandara                        | 1.251                       | 15,16 | 74                                                    | 0,99  | -     |       |
| Pescia Solidale                            | Giancarlo Mandara                        | 1.251                       | 15,16 | 58                                                    | 0,78  | -     |       |
| Seggio al candidato sindaco                | Seggio al candidato sindaco              | Seggio al candidato sindaco | 15,16 | 1                                                     |       |       |       |
|                                            | Sabrina Lazzerini                        | 251                         | 3,04  | Rifondazione Comunista - Risorgimento Socialista 1892 | 142   | 1,90  | -     |
| Pescia in Movimento                        | Sabrina Lazzerini                        | 251                         | 3,04  | 87                                                    | 1,16  | -     |       |
| Totale                                     | Totale                                   | 8.251                       | 100   |                                                       | 7.469 | 100   | 16    |

Ballottaggio
| Candidati | Candidati                   | Voti  | %     |
| --------- | --------------------------- | ----- | ----- |
|           | Riccardo Franchi ✔️ Sindaco | 3.649 | 52,43 |
|           | Vittoriano Brizzi           | 3.311 | 47,57 |
| Totale    | Totale                      | 6.960 | 100   |

### Ponte Buggianese
| Candidati | Candidati              | Voti  | %      | Liste                              | Seggi |
| --------- | ---------------------- | ----- | ------ | ---------------------------------- | ----- |
|           | Nicola Tesi ✔️ Sindaco | 3.618 | 83,52  | Il Ponte di Tutti                  | 8     |
|           | Nadia Lupori           | 666   | 15,37  | Centro-destra per Ponte Buggianese | 4     |
|           | Salvatore Barbaccia    | 48    | 1,11   | Fiamma Tricolore                   | -     |
| Totale    | Totale                 | 4.332 | 100,00 |                                    | 12    |

## Provincia di Prato

### Poggio a Caiano
| Candidati | Candidati                    | Voti  | %     | Liste               | Seggi |
| --------- | ---------------------------- | ----- | ----- | ------------------- | ----- |
|           | Riccardo Palandri ✔️ Sindaco | 2.094 | 50,74 | Palandri per Poggio | 8     |
|           | Francesco Puggelli           | 2.033 | 49,26 | Poggio Insieme      | 4     |
| Totale    | Totale                       | 4.127 | 100   |                     | 12    |

## Provincia di Siena

### Siena
|                                  | Nicoletta Fabio Accede al ballottaggio | 8 249                | 30,51 | Fratelli d'Italia                       | 3 741  | 14,80 | 11 |  |  |
| Siena in tutti i sensi           | Nicoletta Fabio Accede al ballottaggio | 8 249                | 30,51 | 1 721                                   | 6,81   | 5     |    |  |  |
| Lega                             | Nicoletta Fabio Accede al ballottaggio | 8 249                | 30,51 | 979                                     | 3,87   | 2     |    |  |  |
| Forza Italia                     | Nicoletta Fabio Accede al ballottaggio | 8 249                | 30,51 | 830                                     | 3,28   | 2     |    |  |  |
| Movimento Civico Senese          | Nicoletta Fabio Accede al ballottaggio | 8 249                | 30,51 | 335                                     | 1,33   |       |    |  |  |
|                                  | Anna Ferretti Accede al ballottaggio   | 7 773                | 28,75 | Partito Democratico                     | 4 983  | 19,71 | 4  |  |  |
| Con Anna Ferretti Sindaca        | Anna Ferretti Accede al ballottaggio   | 7 773                | 28,75 | 1 548                                   | 6,12   | 1     |    |  |  |
| Indipendenti e Progressisti – SI | Anna Ferretti Accede al ballottaggio   | 7 773                | 28,75 | 807                                     | 3,19   |       |    |  |  |
| Seggio di coalizione             | Seggio di coalizione                   | Seggio di coalizione | 28,75 | 1                                       |        |       |    |  |  |
|                                  | Fabio Pacciani                         | 6 123                | 22,65 | Per Siena                               | 1 612  | 6,38  | 1  |  |  |
| Sena Civitas                     | Fabio Pacciani                         | 6 123                | 22,65 | 1 099                                   | 4,35   | 1     |    |  |  |
| Siena Sostenibile                | Fabio Pacciani                         | 6 123                | 22,65 | 976                                     | 3,86   | 1     |    |  |  |
| Sì – Patto dei Cittadini         | Fabio Pacciani                         | 6 123                | 22,65 | 654                                     | 2,59   |       |    |  |  |
| Civici in Comune                 | Fabio Pacciani                         | 6 123                | 22,65 | 464                                     | 1,84   |       |    |  |  |
| In Campo                         | Fabio Pacciani                         | 6 123                | 22,65 | 440                                     | 1,74   |       |    |  |  |
| Riscrivere Siena                 | Fabio Pacciani                         | 6 123                | 22,65 | 191                                     | 0,76   |       |    |  |  |
| Seggio di coalizione             | Seggio di coalizione                   | Seggio di coalizione | 22,65 | 1                                       |        |       |    |  |  |
|                                  | Massimo Castagnini                     | 1 945                | 7,19  | Massimo Castagnini Sindaco              | 980    | 3,88  |    |  |  |
| SiAmo Siena                      | Massimo Castagnini                     | 1 945                | 7,19  | 549                                     | 2,17   |       |    |  |  |
| Destinazione Terzo Polo          | Massimo Castagnini                     | 1 945                | 7,19  | 453                                     | 1,79   |       |    |  |  |
| Lista De Mossi                   | Massimo Castagnini                     | 1 945                | 7,19  | 200                                     | 0,79   |       |    |  |  |
| Seggio di coalizione             | Seggio di coalizione                   | Seggio di coalizione | 7,19  | 1                                       |        |       |    |  |  |
|                                  | Emanuele Montomoli                     | 1 837                | 6,79  | Emanuele Montomoli Sindaco              | 1 683  | 6,66  |    |  |  |
| Seggio di coalizione             | Seggio di coalizione                   | Seggio di coalizione | 6,79  | 1                                       |        |       |    |  |  |
|                                  | Elena Boldrini                         | 403                  | 1,49  | Movimento 5 Stelle                      | 393    | 1,55  |    |  |  |
|                                  | Alessandro Bisogni                     | 380                  | 1,41  | Siena Popolare                          | 321    | 1,27  |    |  |  |
|                                  | Roberto Bozzi                          | 329                  | 1,22  | Siena in Azione – Roberto Bozzi Sindaco | 318    | 1,26  |    |  |  |
| Totale                           | Totale                                 | 27 039               | 100   |                                         | 25 277 | 100   | 32 |  |  |
|                                  |                                        |                      |       |                                         |        |       |    |  |  |
| Fonte: Il Cittadino Online       |                                        |                      |       |                                         |        |       |    |  |  |

Ballottaggio
| Candidati | Candidati                  | Voti   | %     |
| --------- | -------------------------- | ------ | ----- |
|           | Nicoletta Fabio ✔️ Sindaca | 12.545 | 52,16 |
|           | Anna Ferretti              | 11.508 | 47,84 |
| Totale    | Totale                     | 24.053 | 100   |